# Deir Kanoun Naher
Deir Kanoun Naher  è un  comune (municipalité) del Libano situato nel distretto di Tiro, governatorato del Sud Libano.